# Elfrid Payton
Elfrid Payton Jr. (Gretna, 22 de fevereiro de 1994) é um basquetebolista profissional norte-americano que atualmente joga pelo New Orleans Pelicans na National Basketball Association (NBA).
Payton foi selecionado na 10ª posição do Draft de 2014 pelo Philadelphia 76ers e foi negociado para o Orlando Magic, na mesma noite do draft.

## Carreira universitária
Payton era um recruta desconhecido da John Ehret High School em Louisiana. Ele escolheu ir para a Universidade de Louisiana-Lafayette e, depois de uma promissora temporada de calouro, Payton teve uma média de 15,9 pontos, 5,6 rebotes, 5,5 assistências e 2,4 roubos de bola por jogo e foi nomeado pra Primeira-Equipe da Sun Belt Conference em seu segundo ano.
Após essa temporada, Payton foi chamado para a Seleção Estadunidense de Basquetebol que ia jogar no Campeonato Mundial de Basquetebol Sub-19 de 2013. Payton foi titular em todos os nove jogos em uma equipe carregada de talentos que incluía Marcus Smart, Aaron Gordon, Jahlil Okafor e Jarnell Stokes. A equipe derrotou a Sérvia liderada por Vasilije Micić para conquistar a medalha de ouro.
Em seu terceiro ano, Payton emergiu como um dos melhores jogadores defensivos no basquete universitário. Ele elevou suas médias para 19,2 pontos, 5,9 assistências, 6,0 rebotes e 2,3 roubos de bola por jogo e levou a equipe ao Torneio da NCAA de 2014. Ele foi novamente nomeado pra Primeira-Equipe da Sun Belt Conference e foi o melhor jogador defensivo do ano. No final da temporada, ele foi nomeado o Jogador Defensivo Nacional do Ano ao vencer o Prêmio Lefty Driesell.
Em abril de 2014, Payton se declarou para o Draft da NBA, renunciando ao seu último ano de elegibilidade na faculdade.

## Carreira profissional

### Orlando Magic (2014–2018)

#### Temporada de 2014–15

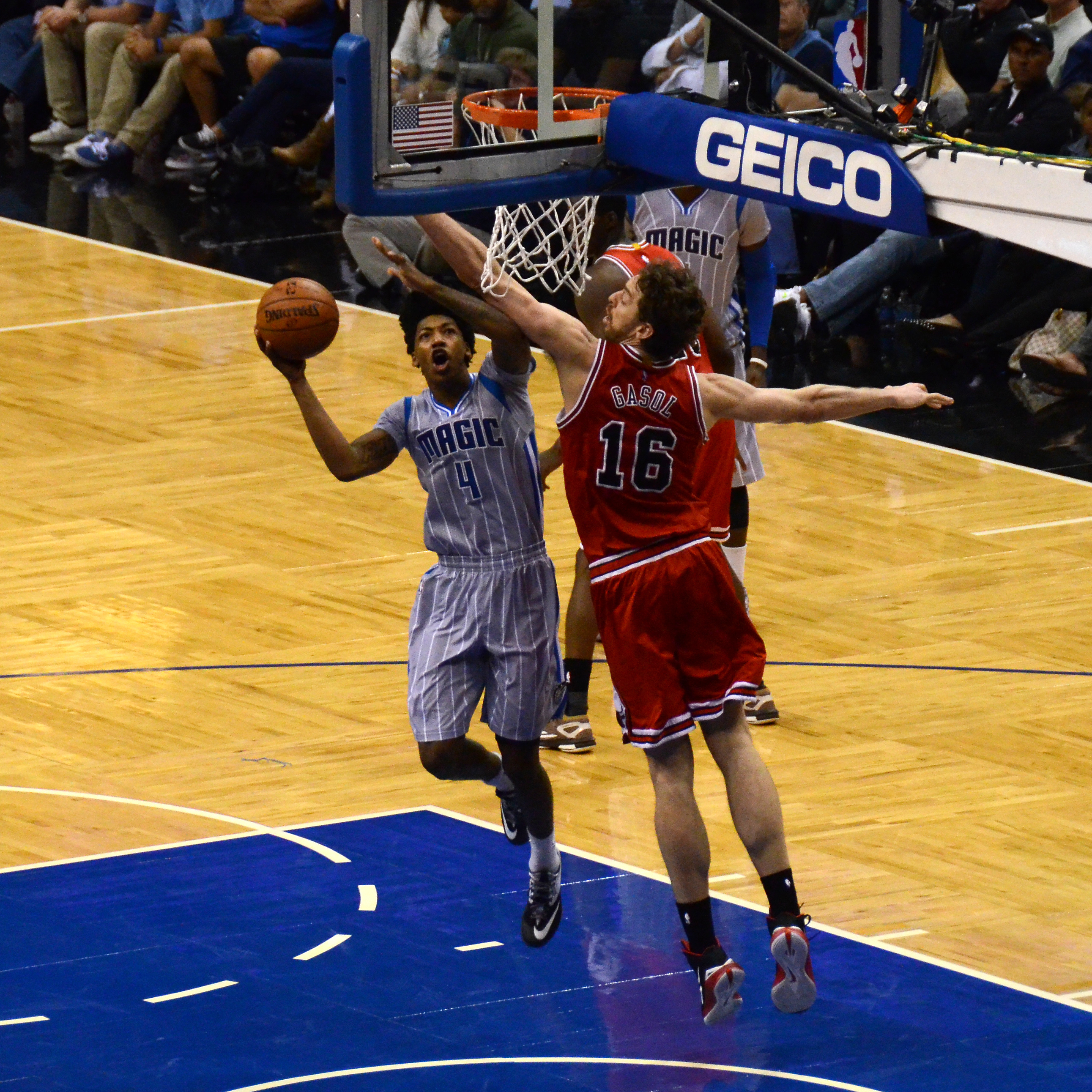
Payton em fevereiro de 2015, atacando a cesta contra Pau Gasol.

Em 26 de junho de 2014, Payton foi selecionado pelo Philadelphia 76ers com a 10ª escolha geral no Draft de 2014. Ele foi negociado para o Orlando Magic na noite de draft em troca de Dario Šarić, uma futura escolha de primeira rodada e uma futura escolha de segunda rodada. Em 2 de julho, ele assinou seu contrato com o Magic.
Ele fez sua estréia na NBA em 29 de outubro de 2014 em uma derrota para o New Orleans Pelicans. Em 16 de janeiro de 2015, Payton teve seu melhor jogo da temporada com 22 pontos e 12 assistências em uma derrota para o Memphis Grizzlies. Posteriormente, ele foi nomeado o Novato da Conferência Leste do mês de janeiro e foi nomeado participante do Desafio das Estrelas em Ascensão no All-Star Game.
Em 18 de março, ele registrou seu primeiro triplo-duplo da carreira com 15 pontos, 12 assistências e 10 rebotes em uma derrota para o Dallas Mavericks. Com o segundo triplo-duplo gravado por Payton em 20 de março, ele se tornou o primeiro jogador de Magic a ter triplos-duplos consecutivos e o primeiro novato da NBA a fazer isso desde Antoine Walker em 1997.

#### Temporada de 2015–16
Em 18 de novembro de 2015, Payton marcou 24 pontos em uma vitória por 104-101 sobre o Minnesota Timberwolves. Payton jogou em 116 jogos seguidos antes que uma lesão no tornozelo esquerdo obrigou-o a ficar de fora de quatro jogos no início de janeiro de 2016. Ele voltou a ação em 14 de janeiro em Londres para enfrentar o Toronto Raptors, ele teve quatro pontos e quatro rebotes em uma derrota por 106–103.
Em 23 de março de 2016, ele registrou seu terceiro triplo-duplo na carreira com 20 pontos, 10 rebotes e 10 assistências em uma derrota de 118-102 para o Detroit Pistons.

#### Temporada de 2016–17

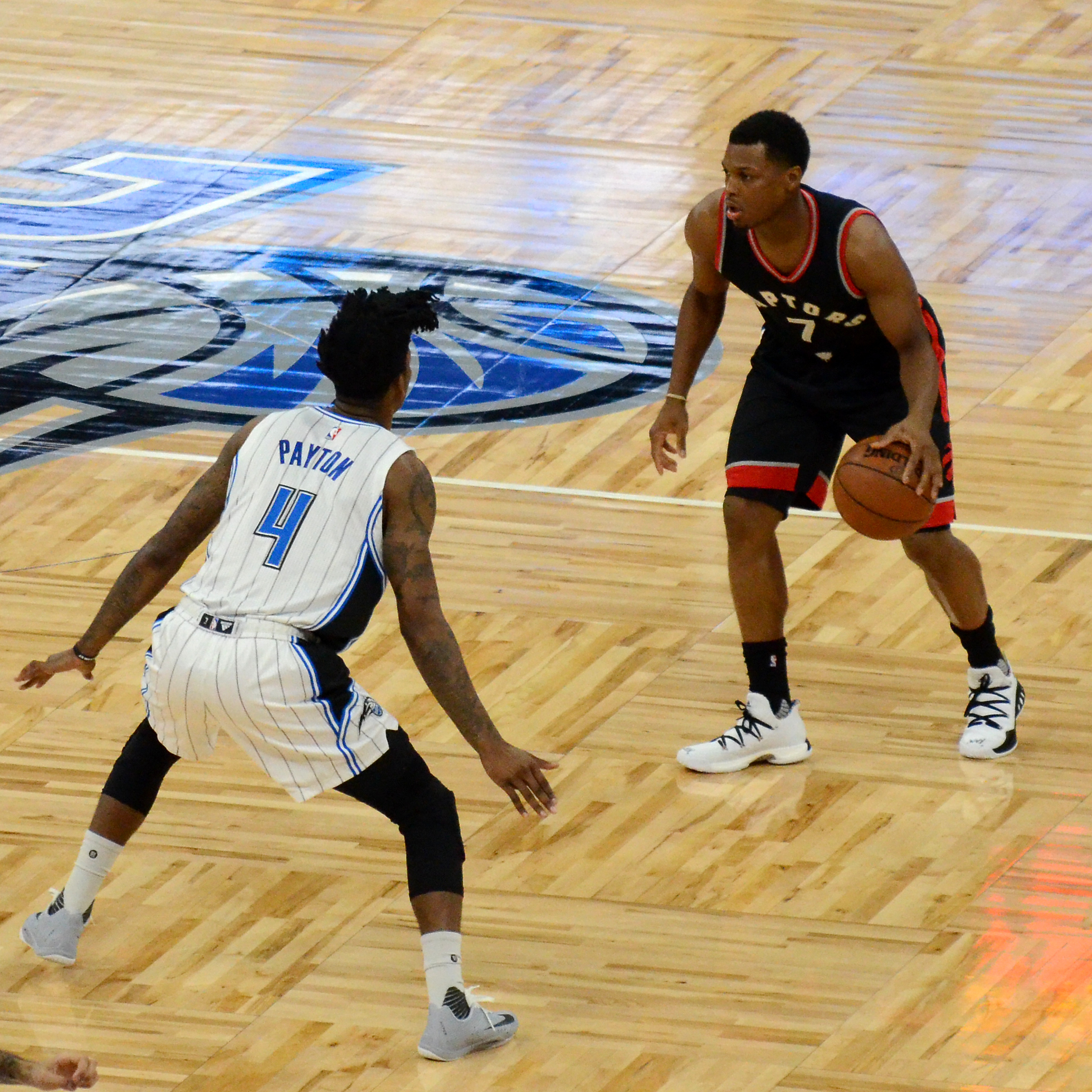
Payton marcando Kyle Lowry em fevereiro de 2017

Em 6 de dezembro de 2016, Payton marcou 22 de seus 25 pontos na primeira metade da vitória sobre o Washington Wizards por 124-116. Em 13 de dezembro de 2016, ele registrou 26 pontos e 14 assistências em uma vitória por 131-120 sobre o Atlanta Hawks. Em 14 de janeiro de 2017, ele teve 28 pontos, 9 rebotes e 9 assistências em uma derrota de 114-107 para o Utah Jazz.
Em 6 de março de 2017, ele teve seu primeiro triplo-duplo da temporada com 16 pontos, 10 assistências e 11 rebotes na derrota por 113-105 para o New York Knicks. Dois dias depois, ele teve seu segundo triplo-duplo com 22 pontos, 14 rebotes e 14 assistências na vitória por 98-91 sobre o Chicago Bulls. Em 13 de março de 2017, Payton fez o seu terceiro triplo-duplo na temporada com 13 pontos, 13 assistências e 10 rebotes em uma derrota por 120-115 para o Sacramento Kings. Em 24 de março, ele continuou sua impressionante sequencia com 14 pontos, 11 rebotes e 10 assistências na vitória por 115-87 sobre o Detroit Pistons. Foi seu quarto triplo-duplo em 10 jogos e sétimo de sua carreira. Em 1º de abril, ele fez 20 pontos, 11 assistências e 11 rebotes na derrota para os Nets por 121-111, foi o seu quinto triplo-duplo da temporada,

#### Temporada de 2017–18
Payton perdeu oito jogos no início da temporada de 2017-18 por causa de uma lesão no tendão da perna esquerda. Uma peça importante no ataque do Magic, ele fez 11 pontos e 11 assistências em 29 minutos em seu retorno em 8 de novembro, ajudando a equipe a terminar uma sequência de duas derrotas com uma vitória por 112-99 sobre o New York Knicks. Em 22 de novembro, ele teve 13 assistências em uma derrota por 124-118 para o Minnesota Timberwolves. Em 23 de dezembro de 2017, ele marcou 30 pontos em uma derrota de 130-103 para o Washington Wizards.

### Phoenix Suns (2018)
Em 8 de fevereiro de 2018, Payton foi negociado para o Phoenix Suns em troca de uma escolha na segunda rodada do Draft de 2018. Ele fez sua estréia pelo Suns dois dias depois, registrando 19 pontos, 9 assistências e 6 rebotes em uma derrota por 123-113 para o Denver Nuggets. Em seu segundo jogo pelos Suns, em 12 de fevereiro, Payton marcou 29 pontos em uma derrota por 129-83 para o Golden State Warriors. Dois dias depois, ele teve um triplo-duplo com 13 pontos, 11 rebotes e 12 assistências em uma derrota por 107-97 para o Utah Jazz.
Em 4 de março de 2018, ele teve 11 pontos, 10 rebotes e 14 assistências em uma derrota de 113-112 para o Atlanta Hawks. Foi seu segundo triplo-duplo em nove jogos com os Suns - seus nove jogos necessários para fazer dois triplos-duplos são os menores por um jogador dos Suns.

### New Orleans Pelicans (2018–2019)
Em 9 de julho de 2018, Payton assinou com o New Orleans Pelicans. Em sua estréia na abertura da temporada em 17 de outubro de 2018, Payton registrou 10 pontos, 10 rebotes e 10 assistências em uma vitória por 131-112 sobre o Houston Rockets. O Triplo-duplo minimalista de Payton fez dele o primeiro jogador a gravar exatamente 10 pontos, 10 rebotes e 10 assistências em um único jogo desde 2 de março de 2013, quando Kyle Lowry fez isso no Toronto Raptors. Foi a décima segunda triplo-duplo de Payton.
Em 16 de novembro, contra o New York Knicks, Payton retornou ao time após perder nove jogos com uma torção no tornozelo direito, mas fraturou um dedo em sua mão esquerda após oito minutos na quadra. Ele foi posteriormente descartado por aproximadamente seis semanas. Ele retornou à ação em 31 de dezembro contra o Minnesota Timberwolves depois de uma ausência de 22 jogos. Em seu segundo jogo, em 2 de janeiro, ele marcou 25 pontos em uma derrota por 126-121 para o Brooklyn Nets.
Em 10 de março, ele teve 15 pontos, 10 rebotes e 10 assistências em uma derrota por 128-116 para o Atlanta Hawks. Em 12 de março, ele teve seu segundo triplo-duplo com 14 pontos, 15 rebotes e 11 assistências em uma derrota por 130-113 para o Milwaukee Bucks, tornando-se o primeiro jogador dos Pelicans a ter um triplo-duplo consecutivo jogos desde Chris Paul em 2008. Em 15 de março, ele teve seu terceiro triplo-duplo consecutivo com 14 pontos, 12 rebotes e 16 assistências em uma derrota de 122-110 para o Portland Trail Blazers. No dia seguinte, ele registrou seu quarto triplo-duplo com 16 pontos, 16 assistências e 13 rebotes na derrota por 138-136 para o Phoenix Suns, juntando-se a James Harden, Magic Johnson, Michael Jordan e Russell Westbrook como os únicos jogadores a registrarem triplos-duplos em até quatro jogos seguidos. Payton registrou seu quinto triplo-duplo consecutivo dois dias depois, com 19 pontos, 11 assistências e 10 rebotes em uma vitória de 129-125 contra o Dallas Mavericks. Ele também empatou com Chris Paul no recorde de mais triplos-duplos em uma temporada com seis e se tornou o quinto jogador a registrar cinco triplos-duplos consecutivos, juntando-se a Wilt Chamberlain, Michael Jordan, Oscar Robertson e Russell Westbrook.

### New York Knicks (2019–Presente)
Em 9 de julho de 2019, Payton assinou um acordo de dois anos com o New York Knicks.
Ele lutou contra lesões no início da temporada de 2019-20, perdendo 17 jogos consecutivos. Ao retornar, ele forneceu habilidade de jogo que faltava aos Knicks e foi promovido à equipe titular. Em 31 de janeiro de 2020, Payton recebeu uma suspensão de um jogo por empurrar Jae Crowder em um jogo de 29 de janeiro contra o Memphis Grizzlies. Em 3 de fevereiro, Payton registrou o 17º triplo-duplo de sua carreira com 17 pontos, 11 rebotes e 15 assistências em uma vitória por 139-134 sobre o Cleveland Cavaliers. No jogo seguinte, em 6 de fevereiro, ele registrou 15 pontos, nove assistências e sete roubos de bola na vitória por 105-103 sobre o Orlando Magic.
Em 19 de novembro de 2020, os Knicks dispensaram Payton. Em 29 de novembro, Payton assinou novamente com os Knicks em um contrato de um ano.

## Estatísticas

### NBA

#### Temporada regular
| Ano      | Equipe      | PJ  | PT  | MPJ  | AP   | 3P   | LL   | RT  | AS  | BR  | TO | PPJ  |
| -------- | ----------- | --- | --- | ---- | ---- | ---- | ---- | --- | --- | --- | -- | ---- |
| 2014–15  | Orlando     | 82  | 63  | 30.4 | .425 | .262 | .551 | 4.3 | 6.5 | 1.7 | .2 | 8.9  |
| 2015–16  | Orlando     | 73  | 69  | 29.4 | .436 | .326 | .589 | 3.6 | 6.4 | 1.2 | .3 | 10.7 |
| 2016–17  | Orlando     | 82  | 58  | 29.4 | .471 | .274 | .692 | 4.7 | 6.5 | 1.1 | .5 | 12.8 |
| 2017–18  | Orlando     | 44  | 44  | 28.6 | .520 | .373 | .632 | 4.0 | 6.3 | 1.5 | .4 | 13.0 |
| 2017–18  | Phoenix     | 19  | 19  | 29.0 | .435 | .200 | .685 | 5.3 | 6.2 | 1.0 | .3 | 11.8 |
| 2018–19  | New Orleans | 42  | 42  | 29.8 | .434 | .314 | .743 | 5.2 | 7.6 | 1.0 | .4 | 10.6 |
| 2019–20  | New York    | 45  | 36  | 27.7 | .439 | .203 | .570 | 4.7 | 7.2 | 1.6 | .4 | 10.0 |
| Carreira | Carreira    | 387 | 331 | 29.3 | .452 | .289 | .625 | 4.4 | 6.6 | 1.3 | .4 | 11.0 |

### Universitário
| Ano      | Equipe              | PJ  | PT | MPJ  | AP   | 3P   | LL   | RT  | AS  | BR  | TO | PPJ  |
| -------- | ------------------- | --- | -- | ---- | ---- | ---- | ---- | --- | --- | --- | -- | ---- |
| 2011–12  | Louisiana–Lafayette | 32  | 10 | 22.7 | .448 | .000 | .564 | 3.6 | 3.0 | 1.2 | .3 | 7.2  |
| 2012–13  | Louisiana–Lafayette | 33  | 33 | 35.5 | .475 | .320 | .643 | 5.6 | 5.5 | 2.4 | .6 | 15.9 |
| 2013–14  | Louisiana–Lafayette | 35  | 35 | 35.9 | .509 | .259 | .609 | 6.0 | 5.9 | 2.3 | .6 | 19.2 |
| Carreira | Carreira            | 100 | 78 | 31.6 | .485 | .268 | .611 | 5.1 | 4.9 | 2.0 | .5 | 14.3 |

Fonte:

## Vida pessoal
Payton é filho do ex-jogador da seleção canadense de futebol, Elfrid Payton.

Ele ficou conhecido por seu penteado durante suas primeiras quatro temporadas na NBA. Durante seu tempo no Orlando Magic, seu penteado fez dele um favorito dos fãs.